# Skylar Grey
Holly Brook Hafermann (sinh ngày 23 tháng 2 năm 1986), thường được biết đến với nghệ danh Skylar Grey, là một nữ ca sĩ-nhạc sĩ người Mỹ. Ban đầu, Grey ký hợp đồng với Machine Shop Recordings dưới cái tên Holly Brook, và sau đó ra mắt album phòng thu đầu tay Like Blood Like Honey dưới cái tên này vào năm 2006. Grey cũng là đồng sáng tác ba phiên bản của "Love the Way You Lie" (cho Eminem và Rihanna) với Alex da Kid, người đã mời cô ký hợp đồng với hãng đĩa Wonderland Music của chính anh. Skylar Grey cũng được mời góp giọng trong ca khúc "Where'd You Go" và "Be Somebody" của Fort Minor, "Coming Home" của Diddy-Dirty Money, "I Need a Doctor" của Dr. Dre, "Words I Never Said" của Lupe Fiasco và "Room for Happiness" của Kaskade.

## Tiểu sử

### 2001–2005: Thời thơ ấu và bắt đầu sự nghiệp
Grey bắt đầu biểu diễn nhạc từ khi còn là một đứa trẻ, cô cùng với mẹ mình tạo thành một cặp đôi lấy tên là Generations. Cùng nhau (với nhà sản xuất-kĩ sư Randy Green), họ tự sản xuất ra ba album riêng: Dream Maker, Lift Me, và Millennial Child/Waiting For You. Grey bắt đầu lập ra ban nhạc của riêng mình năm cô 15 tuổi, sau khi lén trốn vào quầy bar, làm việc với các nhạc sĩ nhạc jazz, bao gồm Jeff Eckles, Tim Whalen và Leo Sidran ở Madison, Wisconsin.
Năm 2003, Grey chuyển tới sống tại Los Angeles và thu âm một bản demo dưới cái tên Holly Brook, cũng là nghệ danh của cô trong một vài năm. Bản demo này đã giúp cho Skylar Grey ký một bản hợp đồng với Brad Delson, thành viên chơi guitar trong ban nhạc Linkin Park, vào hãng đĩa do ban nhạc lập nên, Machine Shop Recordings vào năm 2004, khi Grey mới chỉ 18 tuổi.

### 2006-2010:Like Blood Like HoneyvàO'Dark:Thirty EP
Holly Brook có góp giọng trong hai ca khúc "Where'd You Go" và "Be Somebody" của Fort Minor. Làm việc cùng với nhà sản xuất Jonathan Ingoldsby, Brook phátv hành album phòng thu đầu tay của mình, Like Blood Like Honey, vào ngày 6 tháng 6 năm 2006. Cô cũng đi tour cùng với Jamie Cullum, k.d. lang, Daniel Powter, Teddy Geiger và Duncan Sheik.
Năm 2010, Brook đã sử dụng ca khúc "It's Raining Again" cùng với hình ảnh của mình để quảng cáo cho thương hiệu nước uống Ciao Water. Trước đó, cô cũng có xuất hiện trong album phòng thu của một số nghệ sĩ như Finally Out of P.E. của Brie Larson và The Rising Tied của Fort Minor. Cô cũng theo tour của Duncan Sheik, và xuất hiện khá nhiều trong album Whisper House của Sheik. Năm 2010, cô tự phát hành một EP gồm bảy ca khúc có tên O’Dark:Thirty EP, sản xuất bởi Duncan Sheik và Jon Ingoldsby. Năm 2009, Brook hát bè trong album phòng thu đầu tay của Yohanna, Butterflies and Elvis.

### 2010-hiện tại: Đổi tên, kế hoạch mới vàDon't Look Down
Brook sau đó đã đổi tên mình thành Skylar Grey. Cô giải thích rằng "nó miêu tả những điều mà ta không biết trong cuộc sống. Mọi người có vẻ như sẽ sợ những điều không biết ấy, nhưng tôi thì ngược lại. Tôi bơi vào những điều mà tôi không biết, bởi tôi cảm thấy như, đó chính là nơi mà những khả năng được bắt đầu. Cô giải thích cho Beatweek rằng cô chọn cái tên "grey" với âm e thay vì âm a, rằng "Tôi thích làm mọi việc theo cách nghuyên gốc của nó", và cũng bởi vì "nó nam tính hơn. Tôi không phải là một người nữ tính."
Grey vẫn sống ở Oregon và vẫn chưa được biết đến với nghệ danh mới. Cô đến New York để gặp nhà sản xuất của cô, Jennifer Blakeman, người đã chơi cho Grey ca khúc "Airplanes" của B.o.B và Hayley Williams và được sản xuất bởi Alex da Kid; Grey thích những gì cô được nghe nên Blakeman đã giới thiệu cô với Alex da Kid qua e-mail. Alex da Kid gửi cho Grey một vài ca khúc mà anh đang thực hiện, và ca khúc đầu tiên và cô sáng tác ra chính là "Love The Way You Lie".
Alex da Kid ký kết cô với một thỏa thuận sản xuất trên chi nhánh nhà xuất bản KIDinaKORNER của mình. Cô viết đoạn điệp khúc cho cả ba phiên bản của ca khúc "Love the Way You Lie" của rapper Eminem và Rihanna, bao gồm cả phần lời và phần giai điệu. Grey cũng nhận được một đề cử giải Grammy cho hạng mục Bài hát của Năm cho công sáng tác của mình trong ca khúc "Love the Way You Lie". Cô cũng đồng sáng tác cho ca khúc "Coming Home" của Diddy-Dirty Money, cùng với "Castle Walls" của T.I. và Christina Aguilera. Grey cũng sáng tác và cũng là khách mời trong ca khúc "I Need a Doctor" của Dr. Dre. Lần biểu diễn trên sân khấu đầu tiên của cô dưới nghệ danh Skylar Grey là ở trong Giải Grammy lần thứ 53, cùng với Eminem và Dr. Dre. Sau đó, cô ký kết với hãng đĩa Interscope Records thông qua KIDinaKORNER của Alex da Kid, và đĩa đơn qungr bá đầu tiên của cô, "Dance Without You", đã được phát hành vào ngày 6 tháng 6 năm 2011, cùng với video âm nhạc chính thức được phát hành vào ngày 5 tháng 7 năm 2011. Đĩa đơn chính thức đầu tiên của cô là "Invisible", phát hành trên đài phát thanh vào ngày 16 tháng 6 năm 2011. Grey cũng xuất hiện trong album phòng thu năm 2011 của Kaskade, Fire & Ice, sáng tác và hát cả hai phiên bản của ca khúc "Room for Happiness", ca khúc mà sau đó trở thành đĩa đơn thứ ba của album và giúp cho cô có thêm một đề cử nữa cho giải Grammy. Ngày 27 tháng 11 năm 2012, Grey phát hành đĩa đơn "C'mon Let Me Ride", hợp tác với Eminem, trên các cửa hàng trực tuyến và trên đài phát thanh. Đây là đĩa đơn thứ hai từ album phòng thu đầu tay của cô, Don't Look Down, phát hành trong năm 2013.

## Danh sách đĩa nhạc
Album phòng thu
- Like Blood Like Honey (2006)
- Don't Look Down (2013)

EP
- Holly Brook EP (2005)
- Sony CONNECT Sets (2005)
- O'Dark:Thirty EP (2010)
- The Buried Sessions of Skylar Grey (2012)

## Liên kết khác
- Website chính thức
- Kênh skylargrey trên YouTube
- Skylar Grey trên Facebook
- Skylar Grey trên Twitter
- Trên Interscope.com Lưu trữ ngày 25 tháng 8 năm 2012 tại Wayback Machine